# Canthidium bicolor
Canthidium bicolor är en skalbaggsart som beskrevs av Antoine Boucomont 1928. Canthidium bicolor ingår i släktet Canthidium och familjen bladhorningar. Inga underarter finns listade.